# خرابه رضی
خرابه رضی یک روستا در ایران است که در شهرستان مشگین‌شهر واقع شده‌است.

## جمعیت
این روستا در دهستان ارشق مرکزی قرار دارد و براساس سرشماری مرکز آمار ایران در سال ۱۳۸۵، جمعیت آن ۵۳ نفر (۹ خانوار) بوده‌است.